# NGC 455
NGC 455 es una galaxia lenticular de la constelación de Piscis. 
Fue descubierta el 27 de octubre de 1864 por el astrónomo Albert Marth.